# Духовне намисто (мультсеріал)
Духовне намисто — український багатосерійний анімаційний серіал, створений компанією «Арт-Відео» за допомогою класичної анімації в 3-D форматі.

## Персонажі
Художник і його товариш Соловейко

## Сюжет
«Духовне Намисто» розповідає про церкви України. Основному персонажу, Художнику, дають завдання зробити рисунки українських церков. Художник сідає за роботу з чарівним олівцем, який переносить його у минуле церкви, про яку йдеться у серії. Разом з чоловіком мандрує його друг Соловейко. Пташка під час мандрівок у часі розповідає історію кожної церкви. Персонажі потрапляють у часи заснування, спорудження церков, їхнього розпису й оздоблення. Соловей розповідає про основні моменти в історії цих сакральних споруд. Вони з Художником беруть участь у різних історичних подіях, пов'язаних з церквами, часто рятують їх від пожеж, навал загарбників, руйнування, а також протистоять таємничому лиходію, який прагне викрасти чарівний олівець і зашкодити їхній місії.
«Духовне Намисто» — це чарівні двері, через які глядач потрапляє у минуле й дізнається про історію нашого народу, його церковних діячів, художників, архітекторів, про шедеври українського сакрального мистецтва і його реліквії. Усе це відбувається на тлі цікавих пригод, розслідування різних таємниць, подій того часу.
Серіал спрямований на піднесення духовності українців, вихованню молодого покоління у християнських і патріотичних традиціях, виділенню основних цінностей нації. Глядачу показують історію церков з незнаного досі боку, зацікавлюючи його цим без прямого спонукання. Водночас «Духовне Намисто» — це анімаційна енциклопедія про сакральні споруди України.
У листах і відгуках глядачів не раз наголошується, що інформація, висвітлена у проекті, є пізнавальною не лише для дітей і їхніх батьків, а й для багатьох спеціалістів, праця яких пов'язана з храмами й церквами України.
Мова мультсеріалу: українська.

## Трансляція
Трансляція на телеканалі НТА.